# Cut Knife
Cut Knife es un pueblo canadiense situado en la provincia de Saskatchewan.

## Superficie
Cut Knife tiene una superficie de 1,88 km².

## Demografía
En 2021, tenía 547 habitantes, una densidad poblacional de 290,6 hab./km², y 259 viviendas.